# Le Lombard
Le Lombard es una editorial belga especializada en historieta franco-belga. Fundada por Raymond Leblanc, desde 1986 pertenece al grupo Média-Participations.

## Historia
La empresa Les Éditions du Lombard es fundada en 1946 por el editor belga Raymond Leblanc, quien llega a un acuerdo con Hergé para publicar Las aventuras de Tintín en la nueva revista Tintín. Este acuerdo se limitaba a la serialización de las nuevas obras de Tintín en la revista, ya que los derechos sobre los álbumes pertenecen a Casterman. El nombre de la empresa hace referencia a la calle donde estaba situada la primera sede, la Rue du Lombard de Bruselas.
El primer número de la revista Tintín sale a la venta el 26 de septiembre de 1946 con El templo del Sol en portada, y el equipo inicial de autores estaba formado por el propio Hergé, Edgar P. Jacobs, Paul Cuvelier y Jacques Laudy. Tiempo después se sumarían otros autores representativos de la «línea clara» como Jacques Martin y Willy Vandersteen.
En 1986, Leblanc vende la editorial al grupo francés Média-Participations. Le Lombard ha mantenido los derechos de colecciones iniciadas en Tintín como Thorgal o Yakari, y desde 1988 es propietaria de varias series de Peyo como Los Pitufos y Benito Sansón.

## Obras seleccionadas
La siguiente lista recoge algunas de las obras editadas en formato álbum por Le Lombard. Aunque la revista Tintín ha publicado obras franco-belgas como Las aventuras de Tintín y Blake y Mortimer, los derechos de ambas colecciones pertenecen a los herederos de los autores originales y se editan bajo otros sellos editoriales.
Le Lombard edita tres grandes colecciones: La Petite Bédéthèque des savoirs, con historietas divulgativas a cargo de varios autores; La BD des 7 à 77 ans, que recopila obras clásicas, y Signé, línea de novelas gráficas.
- Benito Sansón — Peyo
- Cubitus — Dupa
- Leonardo —  De Groot y Liegeois
- Los Pitufos — Peyo
- Thorgal — Van Hamme y Rosinski
- Yakari — Job y Derib